# Frequenamia cirrofasciata
Frequenamia cirrofasciata är en insektsart som beskrevs av Cheng 1980. Frequenamia cirrofasciata ingår i släktet Frequenamia och familjen dvärgstritar. Inga underarter finns listade i Catalogue of Life.